# Лин Крик (Мисури)
Лин Крик (енгл. Linn Creek) град је у америчкој савезној држави Мисури.

## Демографија
По попису из 2010. године број становника је 244, што је 36 (-12,9%) становника мање него 2000. године.
| Група             | 2000.       | 2010.       |
| Белци             | 268 (95,7%) | 237 (97,1%) |
| Афроамериканци    | 1 (0,4%)    | 0 (0,0%)    |
| Азијати           | 0 (0,0%)    | 0 (0,0%)    |
| Хиспаноамериканци | 9 (3,2%)    | 4 (1,6%)    |
| Укупно            | 280         | 244         |